# Madame Popova
Madame Alexe Katherina Popova, född cirka 1879, död 1909, var en rysk giftförsäljare som avrättades för mord.
Hon var verksam som professionell giftförsäljare i Samara i Ryssland. Hennes verksamhet startade från åtminstone så tidigt som 1879, tills hon greps 1909. Hon ska ha specialiserat sig på att mörda män på uppdrag av deras hustrur. Hon ska inte ha tagit emot någon hög avgift för detta, utan sade sig göra det som en välgärning för hustrur som blev illa behandlade av sina makar. Hon tros ha legat bakom morden på så många som 300 personer. 
Hon greps sedan hon hade angivits av en kund som ångrat sig, och var nära att lynchas innan polisen grep henne. Hon dömdes som skyldig i domstol och avrättades genom arkebusering 1909.